# Дегермарк, Пиа
Пиа Шарлотта Дегермарк (швед. Pia Charlotte Degermark, род. 24 августа 1949 г. Стокгольм) — шведская киноактриса.

## Жизнь и творчество
До 10 лет Пиа Дегермарк жила на родине. Затем она с родителями и старшим братом уехала в Швейцарию, где училась в пансионе для девочек. Когда ей исполнилось 17 лет, её фотографию в газете, на которой Пиа танцует с наследным принцем Карлом Густавом, заметил шведский кинорежиссёр Бу Видерберг. Он пригласил девушку исполнить главную роль в его романтической мелодраме «Эльвира Мадиган», вышедшей на экраны в 1967 году. Этот первый цветной фильм Видерберга рассказывает реальную историю — о трагической любви и смерти датской цирковой артистки Эльвиры Мадиган (1867—1889). В паре с Пиа в роли шведского офицера, возлюбленного Эльвиры Сикстена Спарре, выступил актёр Томми Бергрен. Фильм Эльвира Мадиган был с большим интересом встречен публикой. В прессе также были в основном положительные отзывы. Например, New York Times отмечала в своей статье от 30 сентября 1967 года игру Пиа Дегермарк так: "блондинка, от прелести которой захватывает дыхание, создающая возвышенный и почитаемый девичий образ". Кинофильм завоевал в том же году премию Национального совета кинокритиков США за лучший фильм на иностранном языке. Он также был представлен в 1967 году на кинофестивале в Каннах, где Пиа Дегермарк была присуждена премия за лучшее исполнение женской роли. В 1968 году она номинировалась на 25-м присуждении премии Золотой глобус, в 1969 году последовала номинация на премии Британской академии киноискусства.
После успеха фильма «Эльвира Мадиган» Пиа в Швеции рассматривается как возможная преемница Ингрид Бергман. В 1969 году она вместе с Энтони Хопкинсом и Ральфом Ричардсоном снялась в шпионском триллере «Зеркальная война» режиссёра Фрэнка Пирсона, снятом по роману Джона Ле Карре. Здесь она исполнила роль предмета мечтаний британского агента Кристофера Джонса, которому, согласно сюжету, поручено заполучить секретные фотографии расположенных на территории ГДР ракетных баз. В том же году Пиа сыграла и в фильме итальянского режиссёра Ренато Кастеллани Una breve stagione. Однако её выступления в двух последних кинокартинах были менее успешными, чем в дебютной «Эльвире Мадиган».
В 1971 году Пиа вышла замуж за итальянского кинопродюсера и одного из наследников концерна Siemens, мультимиллионера Пьера Коминнеччи, с которым она познакомилась на съёмках западногерманского фильма ужасов «Кусают только ночью». На её бракосочетании среди прочих присутствовали принц Карл Густав и Кристина Онассис. Брак этот распался в 1973 году. Сын Пьера и Пиа, Чезаре, воспитывался в дальнейшем отцом.
После развода Пиа уезхала в США. Здесь она лечилась от нервной анорексией и употребляла наркотики. В 1976 Дегермарк сыграла в западно-германской телесерии Die Buschspringer, после чего прекратила работу в кино. Вернувшись в 1979 году в Швецию, работала в организации, оказывающей помощь женщинам, страдающим от истощения. В 1991 году Дегермарк была осуждена на 14-месячное тюремное заключение за хранение наркотиков и мошенничество. Вскоре после оглашения приговора у неё родился второй сын Робин, который был передан на воспитание приёмным родителям. После освобождения Дегермарк попала в тяжёлую автомобильную катастрофу, в результате которой получила серьёзные травмы правой ноги. В дальнейшем актриса жила в стокгольмском районе Хёгерстен, её увлечением стало рукоделие.
В 2006 году Пиа Дегермарк выпустила свою художественную автобиографию «Gud räknar kvinnors tårar („Бог считает женские слёзы“)». Эта книга была переведена на ряд европейских языков.

## Фильмография
- 1967: Эльвира Мадиган (Elvira Madigan)
- 1969: Война в зеркале (Looking Glass War)
- 1969: Una breve stagione
- 1971: Кусают только ночью (Gebissen wird nur nachts)
- 1976: Die Buschspringer (телесериал)